# 963 f.Kr.
| 963 f.Kr.          |
| ------------------ |
| Dødsfald - Fødsler |

## Dødsfald
- Kong David af Israel.

| År | Spire Denne artikel om et år, årti, århundrede eller årtusinde er en spire som bør udbygges. Du er velkommen til at hjælpe Wikipedia ved at udvide den. |